# Coupe d'Asie féminine de basket-ball
Cet article traite de la compétition féminine. Pour la compétition masculine, voir Coupe d'Asie masculine de basket-ball.
La coupe d'Asie féminine de basket-ball (anglais : FIBA Women’s Asia Cup), anciennement championnat d’Asie féminin de basket-ball, est la compétition opposant les sélections nationales de basket-ball féminin des différents pays asiatiques.
La compétition a lieu tous les deux ans et est organisée par la FIBA Asie. Le premier événement a eu lieu à Séoul en 1965. Depuis 1995, il a lieu environ tous les deux ans. Le nombre de pays qui participe au tournoi est de 8. Jusqu'au tournoi de 2017, en plus de l'attribution du titre de Champion d'Asie pour le vainqueur, la coupe d'Asie servait également de qualification soit pour les Jeux olympiques, soit pour la Coupe du Monde. Depuis 2017, les nations océaniques disputent la compétition.
Depuis sa création, la Coupe d'Asie a été dominée par les équipes d'Asie de l'Est, principalement la Chine, la Corée du Sud et plus récemment le Japon. Ces équipes se partagent la plupart des titres, la Corée du Sud et le Chine ayant remporté la compétition à 12 reprises. Depuis les années 2010, le Japon est devenu une force incontournable, avec cinq victoires consécutives de 2013 à 2021.

## Histoire

### Les débuts (1965-1976)
La première édition, organisée en 1965 en Corée du Sud, a marqué le début d'une rivalité sportive intense entre les principales nations d'Asie de l'Est, notamment la Corée du Sud, le Japon et plus tard, la Chine. Durant ces premières années, la Corée du Sud et le Japon se sont partagés les titres. La Corée du Sud, forte d'une tradition basket-ballistique solide, a dominé la compétition dans ses premières années, accumulant plusieurs titres.
L'entrée de la Chine dans la compétition en 1976 a changé la donne. Dotée d'une équipe puissante, la Chine a rapidement commencé à se hisser au sommet du basket-ball asiatique. La compétition entre ces trois nations allait définir l'ère moderne de la Coupe d'Asie.

### La rivalité Chine, Corée du Sud (1978-1995)
Les années 1980 son marquer par la rivalité Chine, Corée du Sud. Pendant cette période, l'équipe féminine de Chine, avec une formation rigoureuse et des talents exceptionnels, est devenue l'une des puissances incontestées du basket-ball asiatique. La Chine a remporté son deuxième titre en 1986, ouvrant ainsi une ère de succès, accumulant quatre médailles d'or d'affilée dans la décennie suivante.

## Palmarès

### Par édition
| Éd. | Année | Pays hôte    | Finale            | Finale | Finale       | Petite finale  | Petite finale | Petite finale    | Meilleure joueuse |
| Éd. | Année | Pays hôte    | Champion          | Score  | Deuxième     | Troisième      | Score         | Quatrième        | Meilleure joueuse |
| --- | ----- | ------------ | ----------------- | ------ | ------------ | -------------- | ------------- | ---------------- | ----------------- |
| 1re | 1965  | Corée du Sud | Corée du Sud      | –      | Japon        | Taïwan         | –             | Philippines      | Non décerné       |
| 2e  | 1968  | Taïwan       | Corée du Sud (2)  | –      | Japon        | Taïwan         | –             | Thaïlande        | Koon Gee          |
| 3e  | 1970  | Malaisie     | Japon             | –      | Corée du Sud | Taïwan         | –             | Malaisie         | Arakaki           |
| 4e  | 1972  | Taïwan       | Corée du Sud (3)  | 66–51  | Taïwan       | Thaïlande      | 70–54         | Indonésie        | Non décerné       |
| 5e  | 1974  | Corée du Sud | Corée du Sud (4)  | –      | Japon        | Taïwan         | –             | Iran             | Non décerné       |
| 6e  | 1976  | Hong Kong    | Chine             | –      | Corée du Sud | Japon          | –             | Malaisie         | Non décerné       |
| 7e  | 1978  | Malaisie     | Corée du Sud (5)  | –      | Chine        | Japon          | –             | Malaisie         | Non décerné       |
| 8e  | 1980  | Hong Kong    | Corée du Sud (6)  | –      | Chine        | Japon          | –             | Malaisie         | Non décerné       |
| 9e  | 1982  | Japon        | Corée du Sud (7)  | –      | Chine        | Japon          | –             | Macao            | Chan-sook         |
| 10e | 1984  | Chine        | Corée du Sud (8)  | 62–61  | Chine        | Japon          | 81–53         | Philippines      | Non décerné       |
| 11e | 1986  | Malaisie     | Chine (2)         | –      | Corée du Sud | Chinese Taipei | –             | Japon            | Non décerné       |
| 12e | 1988  | Hong Kong    | Corée du Sud (9)  | –      | Chine        | Chinese Taipei | –             | Japon            | Non décerné       |
| 13e | 1990  | Singapour    | Chine (3)         | –      | Corée du Sud | Japon          | –             | Chinese Taipei   | Non décerné       |
| 14e | 1992  | Corée du Sud | Chine (4)         | 89–76  | Corée du Sud | Japon          | 79–75         | Chinese Taipei   | Non décerné       |
| 15e | 1994  | Japon        | Chine (5)         | 74–66  | Corée du Sud | Japon          | 92–67         | Chinese Taipei   | Non décerné       |
| 16e | 1995  | Japon        | Chine (6)         | 94–69  | Corée du Sud | Japon          | 68–65         | Chinese Taipei   | Non décerné       |
| 17e | 1997  | Thaïlande    | Corée du Sud (10) | 74–61  | Japon        | Chine          | 101–63        | Chinese Taipei   | Young-joo         |
| 18e | 1999  | Japon        | Corée du Sud (11) | 68–65  | Japon        | Chinese Taipei | 68–57         | Chine            | Joo-weon          |
| 19e | 2001  | Thaïlande    | Chine (7)         | 105–76 | Japon        | Corée du Sud   | 78–63         | Chinese Taipei   | Xiaotao           |
| 20e | 2004  | Japon        | Chine (8)         | 92–80  | Japon        | Corée du Sud   | 88–59         | Chinese Taipei   | Lijie             |
| 21e | 2005  | Chine        | Chine (9)         | 73–67  | Corée du Sud | Chinese Taipei | 73–62         | Japon            | Non décerné       |
| 22e | 2007  | Corée du Sud | Corée du Sud (12) | 79–73  | Chine        | Japon          | 73–70         | Chinese Taipei   | Non décerné       |
| 23e | 2009  | Inde         | Chine (10)        | 91–71  | Corée du Sud | Japon          | 72–57         | Chinese Taipei   | Lan               |
| 24e | 2011  | Japon        | Chine (11)        | 65–62  | Corée du Sud | Japon          | 83–56         | Chinese Taipei   | Lijie             |
| 25e | 2013  | Thaïlande    | Japon (2)         | 65–43  | Corée du Sud | Chine          | 61–53         | Chinese Taipei   | Tokashiki         |
| 26e | 2015  | Chine        | Japon (3)         | 85–50  | Chine        | Corée du Sud   | 52–45         | Chinese Taipei   | Tokashiki         |
| 27e | 2017  | Inde         | Japon (4)         | 74–73  | Australie    | Chine          | 75–51         | Corée du Sud     | Griffin           |
| 28e | 2019  | Inde         | Japon (5)         | 71–68  | Chine        | Australie      | 98–62         | Corée du Sud     | Motohashi         |
| 29e | 2021  | Jordanie     | Japon (6)         | 78–73  | Chine        | Australie      | 88–58         | Corée du Sud     | Akaho             |
| 30e | 2023  | Australie    | Chine (12)        | 73–71  | Japon        | Australie      | 81–59         | Nouvelle-Zélande | Xu                |
| 31e | 2025  | Chine        | Australie         | 88–77  | Japon        | Chine          | 101–66        | Corée du Sud     |                   |

### Médailles par pays
| Rang | Nation         | Or | Argent | Bronze | Total |
| ---- | -------------- | -- | ------ | ------ | ----- |
| 1    | Corée du Sud   | 12 | 11     | 3      | 26    |
| 2    | Chine          | 12 | 9      | 4      | 25    |
| 3    | Japon          | 6  | 9      | 12     | 27    |
| 4    | Australie      | 1  | 1      | 3      | 5     |
| 5    | Chinese Taipei | 0  | 1      | 8      | 9     |
| 6    | Thaïlande      | 0  | 0      | 1      | 1     |